# Municipio de West Point (Illinois)
El municipio de West Point (en inglés: West Point Township) es un municipio ubicado en el condado de Stephenson en el estado estadounidense de Illinois. En el año 2010 tenía una población de 3369 habitantes y una densidad poblacional de 36,37 personas por km².

## Geografía
El municipio de West Point se encuentra ubicado en las coordenadas 42°25′3″N 89°52′8″O / 42.41750, -89.86889. Según la Oficina del Censo de los Estados Unidos, el municipio tiene una superficie total de 92.63 km², de la cual 92.45 km² corresponden a tierra firme y (0.19%) 0.18 km² es agua.

## Demografía
Según el censo de 2010, había 3369 personas residiendo en el municipio de West Point. La densidad de población era de 36,37 hab./km². De los 3369 habitantes, el municipio de West Point estaba compuesto por el 98.25% blancos, el 0.24% eran afroamericanos, el 0.12% eran amerindios, el 0.18% eran asiáticos, el 0.18% eran isleños del Pacífico, el 0.33% eran de otras razas y el 0.71% pertenecían a dos o más razas. Del total de la población el 1.48% eran hispanos o latinos de cualquier raza.